# Бозон де Мата
Бозон де Мата (Boson de Matha) (р. ок. 1190, ум. 1247) — граф Бигорра и виконт де Марсан (по правам жены), сеньор де Коньяк.
Происхождение не выяснено. По данным генеалогических сайтов — сын Рауля де Мата, который, в свою очередь, был по отцовской линии внуком графа ангулемского Вульгрина II.
По другим данным, сын Фулька, сеньора де Мата, и его жены из рода сеньоров де Сент. Также встречается информация, что Бозон де Мата — родной брат Журдена, сеньора де Шабанэ.
В 1208 году захватил сеньорию Коньяк под предлогом того, что его мать была близкой родственницей Амели де Коньяк (1164-1206), вдовы Филиппа - внебрачного сына Ричарда Львиное Сердце. В 1213 году за денежное вознаграждение уступил свои права английскому королю Иоанну Безземельному. После смерти последнего сеньория Коньяк оказалась во владении вдовы покойного короля - Изабеллы Ангулемской, и её второго мужа Гуго X де Лузиньяна.
В 1226 году (не позднее 1228 года) Бозон де Мата женился на Петронелле де Комменж, графине Бигорра и виконтессе де Марсан. В то время ей было около 40 лет, и Бозон де Мата стал её пятым мужем. У них родилась дочь:
- Мата де Мата (1228—1274), виконтесса де Марсан.

Петронелла жила в Лимузине, и Бигорром управляла через сенешалей. В результате в графстве хозяйничали шайки разбойников. После свадьбы с Бозоном де Мата она вернулась в Бигорр (после 12-летнего отсутствия), и новый граф навёл порядок в их владениях.
В 1232 году Бозон де Мата от имени жены предъявил права на Комменж и в ходе военных действий захватил шателению Сен-Планкар. При посредничестве Раймона VII Тулузского и Аманьё VI д’Альбре было заключено перемирие, и шателения осталась за Бозоном. В 1240 году её (вместе с виконтством Марсан) получила в приданое его дочь Мата, вышедшая замуж за виконта Беарна Гастона VII.